# Love in This Club
Love In This Club – pierwszy singel Ushera promujący jego nadchodzący album pt. Here I Stand wydany 26 lutego 2008. Gościnnie wystąpił raper Young Jeezy. W klipie oprócz tych dwóch gwiazd wystąpili m.in. P. Diddy, Nelly i Kanye West.
Piosenka „Love in This Club Part” otworzyła galę BET Awards w 2008 roku.